# Fossorochromis rostratus
Fossorochromis rostratus és una espècie de peix de la família dels cíclids i de l'ordre dels perciformes.

## Morfologia
- Els mascles poden assolir 24,4 cm de longitud total.[2][3]

## Alimentació
Menja invertebrats: larves d'insectes i petits crustacis.

## Hàbitat
Viu en zones de clima tropical entre 24 °C-26 °C de temperatura.

## Distribució geogràfica
Es troba a Àfrica: és una espècie de peix endèmica del Llac Malawi.